# Marian Strudziński
Marian Strudziński – polski artysta fotograf, fotoreporter. Członek rzeczywisty i Artysta Fotoklubu Rzeczypospolitej Polskiej (AFRP). Członek Radomskiego Towarzystwa Fotograficznego.

## Życiorys
W latach 1977–1988 był członkiem Radomskiego Klubu Fotografii Artystycznej „Zarys”. W 1975 roku został przyjęty w poczet członków Radomskiego Towarzystwa Fotograficznego. W 1983 roku Cech Rzemiosł Różnych w Kielcach przyznał Marianowi Strudzińskiemu uprawnienia do pracy w zawodzie fotografa. W latach 1992–1995 pracował jako fotoreporter w „Dzienniku Radomskim”. Od 1995 do 1997 roku był fotoreporterem „Życia Warszawy”. Od 1997 roku pracuje w Urzędzie Miejskim w Radomiu jako fotograf w Biurze Informacji Prasowej i Publicznej. W 2001 roku rozpoczął współpracę z Teatrem Powszechnym im. Jana Kochanowskiego w Radomiu. 
Marian Strudziński jest autorem i współautorem wielu wystaw fotograficznych; zbiorowych i indywidualnych. W 2000 roku został przyjęty w poczet członków Fotoklubu Rzeczypospolitej Polskiej Stowarzyszenia Twórców. Decyzją Komisji Kwalifikacji Zawodowych Fotoklubu RP, otrzymał dyplom potwierdzający kwalifikacje do wykonywania zawodu artysty fotografa, fotografika (legitymacja nr 141).

## Odznaczenia
- Srebrny Krzyż Zasługi (2013)[5][11];

## Wybrane wystawy
- „V Salon Barwnych Przeźroczy” (Radom 1980);
- „Wystawa retrospektywna”; Klub Zarys (Radom 1983);
- „Przetworzenia” (Radom 1984);
- „Pamięć świadoma” (Radom 1987);
- „Browar Żywiec” (Radom, Żywiec 1987);
- „Podpatrywanie Rzeczywistości”; wystawa indywidualna (Radom 1993);
- „VI Radomskie Małe Formaty” (Radom 1995);
- „XXI Wystawa Sztuki Fotograficznej” (Radom 1998);
- „Mój, Twój, Nasz”; wystawa indywidualna (Teatr Powszechny w Radomiu);
- „W obiektywie Mariana Strudzińskiego”; wystawa indywidualna (Bańska Bystrzyca, Słowacja 2001);
- „Pamięć ulotna”; wystawa indywidualna (Radom 2003);
- „Zmiany” (Radom 2006);
- „Marian Strudziński – Fotografia teatralna”; wystawa indywidualna (Radom 2013)[12];
- „Moje ABC”; wystawa indywidualna (Radom 2015)[13];
- „Radom w obiektywie Mariana Strudzińskiego”; wystawa indywidualna (Radom 2016)[3];

Źródło.